# TER Poitou-Charentes
A TER Poitou-Charentes egy regionális vasúthálózat Franciaországban, a Poitou-Charentes régióban.

## TER hálózat

### Vasút
| Járat                                   | Útvonal                                                                                              | Gyakoriság | Megjegyzés |
| --------------------------------------- | --- | ---------- | ---------- |
| Angoulême - Bordeaux                    | Angoulême - Coutras - Libourne - Bordeaux-Saint-Jean (lásd TER Aquitaine 16-os vonal tulajdonságait) |            |            |
| Bressuire - Saumur                      | Bressuire - Thouars - Saumur (lásd TER Pays de la Loire 14-es vonal tulajdonságait)                  |            |            |
| Limoges - Angoulême                     | Limoges-Bénédictins - Chabanais - Angoulême (lásd TER Limousin 3-as vonal tulajdonságait )           |            |            |
| Niort - Royan                           | Niort - Saint-Jean-d'Angély - Saintes - Royan                                                        |            |            |
| Poitiers - Angoulême                    | Poitiers - Ruffec - Angoulême                                                                        |            |            |
| Poitiers - Limoges                      | Poitiers - Montmorillon - Limoges-Bénédictins (lásd TER Limousin 2-es vonal tulajdonságait)          |            |            |
| La Rochelle - Bordeaux                  | La Rochelle - Rochefort - Saintes - Jonzac - Montendre - Bordeaux                                    |            |            |
| La Rochelle - Poitiers                  | La Rochelle - Surgères ... Niort ... Poitiers                                                        |            |            |
| La Rochelle - Rochefort                 | La Rochelle-Porte Dauphine - La Rochelle - Rochefort                                                 |            |            |
| Saintes - Angoulême                     | Saintes - Cognac - Jarnac - Angoulême                                                                |            |            |
| Tours - Poitiers                        | Tours - Châtellerault - Poitiers (lásd TER Centre 30-as vonal tulajdonságait)                        |            |            |
| † Nem minden vonat áll meg az állomáson | |            |            |

### Busz
- Angoulême - Jonzac
- Poitiers - Parthenay - Bressuire - Cholet - Nantes
- Thouars - Loudun - Chinon
- Poitiers - Chauvigny - Le Blanc - Châteauroux
- Niort - Fontenay-le-Comte
- La Rochelle - Fontenay-le-Comte

## Állomások listája
Ez a lista az állomásokat sorolja fel ábécé sorrendben.

## Vasúti járművek

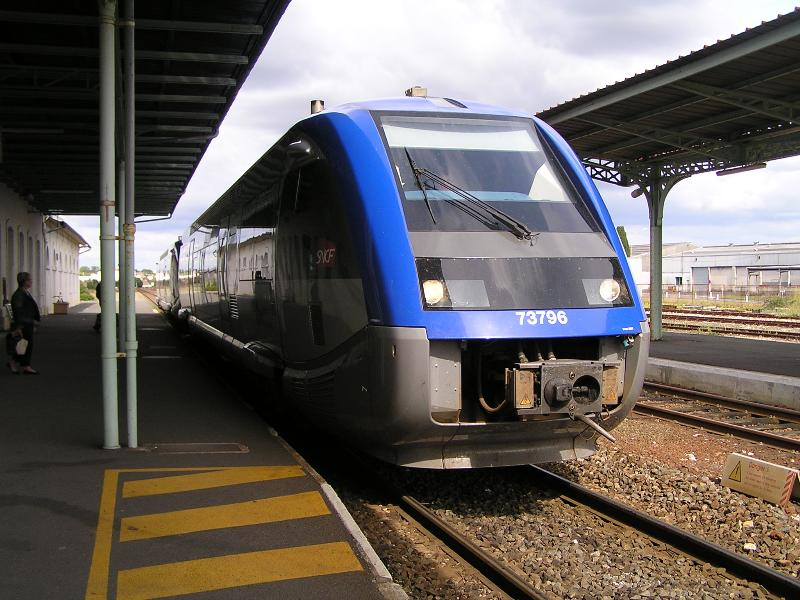
X 73500 mint egy TER Poitou-Charentes járat

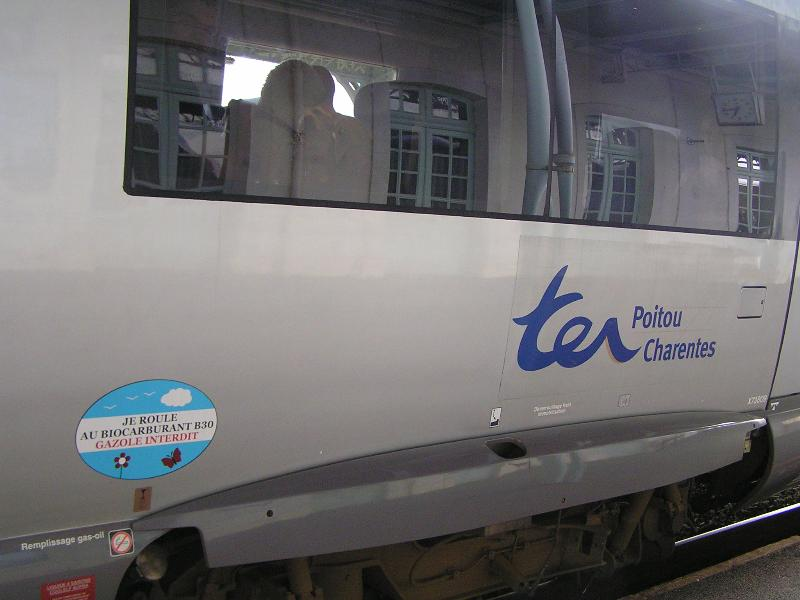
X 73500 a TER logóval az oldalán

### Motorvonatok
- SNCF Z 7300 sorozat
- SNCF Z 21500 sorozat
- SNCF X 2100 sorozat
- SNCF X 2200 sorozat
- SNCF X 72500 sorozat
- SNCF X 73500 sorozat
- SNCF Z 27500 sorozat (ZGC Z 27500)

### Mozdonyok
- SNCF BB 22200 sorozat

### Autóbuszok
- Iveco Busz
- Arway